# Buchnera andongensis
Buchnera andongensis là loài thực vật có hoa thuộc họ Cỏ chổi. Loài này được Hiern mô tả khoa học đầu tiên năm 1898.